# Meridiano 134 E
O meridiano 134 E é um meridiano que, partindo do Polo Norte, atravessa o Oceano Ártico, Ásia, Oceano Pacífico, Australásia, Oceano Índico, Oceano Antártico, Antártida e chega ao Polo Sul. Forma um círculo máximo com o meridiano 46 W.
Começando no Polo Norte, o meridiano 134º Este tem os seguintes cruzamentos:
| País, território ou mar | Notas                                                                                |
| ----------------------- | ------------------------------------------------------------------------------------ |
| Oceano Ártico           |                                                                                      |
| Mar de Laptev           |                                                                                      |
| Rússia                  | Iacútia Krai de Khabarovsk Oblast de Amur Krai de Khabarovsk Oblast Autónomo Judaico |
| China                   | Heilongjiang                                                                         |
| Rússia                  | Krai de Primorsky                                                                    |
| Mar do Japão            |                                                                                      |
| Japão                   | Ilhas Honshū, Naoshima                                                               |
| Mar Interior de Seto    |                                                                                      |
| Japão                   | Ilha Shikoku                                                                         |
| Oceano Pacífico         | Passa a oeste de Angaur, Palau                                                       |
| Indonésia               | Ilha da Nova Guiné                                                                   |
| Mar de Arafura          | Passa a oeste das Ilhas Aru, Indonésia                                               |
| Austrália               | Território do Norte Austrália Meridional                                             |
| Oceano Índico           |                                                                                      |
| Oceano Antártico        |                                                                                      |
| Antártida               | Território Antártico Australiano, reclamado pela Austrália                           |